# Johann Erichson
Johann Erichson, född 1700 i Sternberg, död 26 maj 1776 i Starkow, Pommern, var en svensk präst och bibliograf i Pommern.
Johann Erichson var son till en Gabriel Erichson, hans närmare härkomst är okänd, möjligen var han av namnet att döma ursprungligen av svensk härstamning. Han hade varit skolrektor i Preussen då han 1735 kom till Stockholm där han blev konrektor vid Tyska skolan. Åtminstone 1743-1745 fungerade han son skolans rektor. Han hade kontakter med tidskriften Hamburgische Beyträge zur Aufnahme der gelehrten Historie und der Wissenschaften där han meddelade nyheter från Sverige, liksom till flera tidningar i Greifswald. Han publicerade även flera teologiska och bibliografiska artiklar bland annat om sällsynta svenska böcker, inkunabler i Kungliga biblioteken och svenska kyrkohistoriska författare. Han författade även bröllops och begravningstexter. I Rostockische gelehrte Nachrichten publicerade 1759 han en svensk myntbibliografi. Han studerade även runologi och utgav 1766 Bibliotheca runica. Han samarbetade med Johann Carl Dähnert i dennes Pommersche Bibliothek. 1745 utnämndes han till kyrkoherde i Starkow.